# Abd-Rabbo al-Barassi
Pour les articles homonymes, voir Barassi.
 (novembre 2013).
Si vous disposez d'ouvrages ou d'articles de référence ou si vous connaissez des sites web de qualité traitant du thème abordé ici, merci de compléter l'article en donnant les références utiles à sa vérifiabilité et en les liant à la section « Notes et références ».
Abd-Rabbo Al-Barassi est le responsable auto-déclaré du gouvernement de Barqa, la zone la plus à l'est de la Libye (Cyrénaïque). 

## Biographie
En promouvant un ordre du jour de fédéraliste, il a été nommé le 3 novembre 2013 lors d'une réunion à Ajdabiya. Le gouvernement central de Libye, située à Tripoli, ne reconnaît pas son autorité ou l'autonomie de Barqa.